# Elton Rasmussen
Pour les articles homonymes, voir Rasmussen.
Pas d'image ? Cliquez ici

a Compétitions nationales et continentales officielles uniquement.

b Matchs officiels uniquement.
Elton William Rasmussen dit Elton Rasmussen, né le 27 juillet 1937 à Maryborough (Australie) et mort le 28 décembre 1978 à Toowoomba (Australie), est un joueur australien de rugby à XIII évoluant au poste de pilier ou de deuxième ligne dans les années 1950 et 1960.

## Biographie
Venant du Queensland, c'est dans cet État qu'il se révèle à Toowoomba au point d'être sélectionné pour la Coupe du monde en 1960 avec l'Australie pour une seconde place derrière la Grande-Bretagne. Il signe en 1962 pour St. George et remporte avec ce dernier cinq titres du Championnat de Nouvelle-Galles du Sud aux côtés de Reg Gasnier, Johnny Raper ou Graeme Langlands. En 1968, il prend part à la Coupe du monde de 1968 en tant que capitaine de la sélection australienne pour le second titre de son histoire.

## Palmarès
- Collectif :
  - Vainqueur de la Coupe du monde : 1968 (Australie).
  - Vainqueur du Championnat de Nouvelle-Galles du Sud : 1962, 1963, 1964, 1965 et 1966 (St. George).
  - Finaliste de la Coupe du monde : 1960 (Australie).